# Kastsjukovitski Rajon
Kastsjukovitski Rajon (vitryska: Касцюковіцкі Раён, ryska: Костюковичский район) är ett distrikt i Belarus.   Det ligger i voblasten Mahiljoŭs voblast, i den östra delen av landet, 300 km öster om huvudstaden Minsk.